# Robert Wittenmyer
Robert Andrew Wittenmyer, conegut com a Rob Wittenmyer, (1 abril 1976, Newport News, Virginia, EUA), és un astrofísic estatunidenc, especialitzat en la identificació i caracterització d'exoplanetes, dels quals n'ha descobert set.
Wittenmyer es graduà en astronomia, biologia i ciències medioambientals al Williams College, Williamstown, Massachusetts el 1998. Després fou professor de matemàtiques i de ciències en diferents centres escolars de Califòrnia. El 2001 realitzà un màster en biologia a la Universitat de Boston, Massachusetts. El 2002 inicià un màster en astronomia a la Universitat Estatal de San Diego, Califòrnia, que completà el 2003. Entre el 2003 i el 2004 fou investigador de l'Antarctic Research Center de San Diego. El 2004 inicià la seva tesi doctoral al departament d'astronomia de la Universitat de Texas a Austin. Realitzà un curs post-doctoral a la Universitat de Nova Gal·les del Sud a Sydney, Austràlia, amb l'equip de l'Anglo-Australian Planet Search. Actualment treballa a l'Escola de Física de la Universitat de Nova Gal·les del Sud i a la Universitat de Queensland del Sud i participa en diferents programes de recerca de planetes extrasolars.
És descobridor, com a primer autor de l'article, dels exoplanetes 7 CMa b (2011), HD 159868 c (2012), HD 114613 b, GJ 832 c (2014), HD 155233 b, HD 33844 c i HD 33844 b (2016).